# محمدمهدی راستگر
محمدمهدی راستگر (زاده ۴ فروردین ۱۳۸۰) جودوکار اهل ایران است. وی در رده سنی نوجوانان علاوه بر کسب عناوین قهرمانی در کشور در سال ۱۳۹۳ به عضویت تیم ملی نوجوانان جودو درآمد. از افتخارات وی می‌توان به کسب مدال برنز وزن ۹۰+ کیلوگرم در مسابقات بین‌المللی جودو کاپ آزاد برمن آلمان ۲۰۱۸ اشاره کرد.

## افتخارات

### بین‌المللی
راستگر در سال ۲۰۱۸ در مسابقات بین‌المللی جودو کاپ آزاد برمن آلمان به مدال برنز وزن +۹۰ کیلوگرم دست یافت؛ وی در این دوره از مسابقات در جدول ۱۴ نفره این وزن ابتدا جودوکار کشور بلژیک را از پیشِ‌رو برداشت و با پیروزی برابر نماینده کشور میزبان به نیمه‌نهایی رسید. نماینده شایسته جودوی ایران با قبول شکست برابر حریف روس خود به جدول شانس مجدد راه یافت. وی در این مرحله جودوکار آلمانی را ایپون کرد و صاحب گردن‌آویز برنز شد.
از دیگر افتخارات وی در میادین بین‌المللی می‌توان به کسب مدال طلا در مسابقات جام زیتون ارمنستان ۲۰۱۵، مدال نقره در مسابقات بین‌المللی جام فجر اصفهان ۲۰۱۷، مدال برنز دو دوره مسابقات جام صلح و دوستی آذربایجان در سال ۲۰۱۷ و ۲۰۱۸، و کسب عناوین پنجمی در مسابقات قهرمانی آسیا قرقیزستان ۲۰۱۷، مسابقات جام ملت‌های آسیا ازبکستان (گزینشی المپیک نوجوانان Buenos Aires آرژانتین) ۲۰۱۸، و مسابقات قهرمانی آسیا در لبنان ۲۰۱۸؛ اشاره کرد.

### ملی
- مدال طلای مسابقات کشوری نونهالان جودو در تهران در سال ۱۳۹۱.
- مدال طلای مسابقات منطقه‌ای جودو کشور در بجنورد در سال ۱۳۹۱.
- مدال طلای مسابقات لیگ کشوری نونهالان جودو کشور در شهریور سال ۱۳۹۲.
- مدال برنز مسابقات منطقه‌ای نونهالان جودو در سال ۱۳۹۳.[۱۳]
- مدال طلا مسابقات کشوری نونهالان جودو در سمنان سال ۱۳۹۴.[۱۴]
- مدال طلای مسابقات کشوری نونهالان جودو در سال ۱۳۹۴.
- مدال برنز مسابقات کشوری نوجوانان جودو در مهر سال ۱۳۹۶.[۱۵]
- مدال طلای لیگ امید تا المپیک در بهمن در ۱۳۹۸.
- مدال طلای مسابقات کشوری جوانان جودو در اسفند سال ۱۳۹۹.
- مدال طلای سوپر لیگ جودو کشور در تیم رعد پدافند در سال ۱۳۹۹.
- مدال نقره مسابقات جوانان جودو کشور در مهر سال ۱۴۰۰.
- مدال طلای سوپر لیگ جودو کشور در تیم رعد پدافند ۱۴۰۰.[۱۶]
- مدال طلای سوپر لیگ جودو کشور تیم رعد پدافند در سال ۱۴۰۱.